# Baralu, Channarayapatna
Baralu là một làng thuộc tehsil Channarayapatna, huyện Hassan, bang Karnataka, Ấn Độ.